# Antonio Martos Ortiz
Antonio Martos Ortiz, född 19 februari 1981 i Valencia, är en spansk musiker. Han var en av de fyra medlemmarna i det spanska pojkbandet D'NASH som representerade Spanien i Eurovision Song Contest 2007. Han lämnade bandet år 2008.